# NFL 1950
Die NFL-Saison 1950 war die 31. Saison der National Football League (NFL). Als Sieger aus dieser Saison gingen die Cleveland Browns hervor. Diese waren erstmals in der Liga vertreten, nachdem sie zusammen mit den San Francisco 49ers und den Baltimore Colts bei der Fusion der All-America Football Conference mit der NFL übernommen wurden. Eine weitere Änderung ergab sich durch die Umbenennung der New York Bulldogs in die New York Yanks.

## Fusion mit der AAFC
1949 einigten sich Vertreter der All-America Football Conference mit Vertretern der NFL auf eine Fusion im Jahr 1950, bei der die zehn NFL-Teams um drei ehemalige AAFC-Teams ergänzt würden. Damit einhergehen sollte ursprünglich eine Änderung des Liganamens in National American Football League. Damit sollte nach außen eine Fusion statt einer Übernahme dargestellt werden. Im März 1950 verkündete Commissioner Bert Bell jedoch, dass es bei Namen der NFL bleiben würde.
Die Teams der AAFC galten für viele als sportlich minderwertig im Vergleich zu den Teams der NFL, weshalb es auch einigen Widerstand gegen die Fusion gab. Um Zweifel auszuräumen, wurde am 16. September 1950, einen Tag vor dem offiziellen Ligabeginn, ein Spiel zwischen den amtierenden Meistern der NFL und AAFC geplant. Diese Entscheidung verschaffte der Liga einen Popularitätsschub und viel mediale Aufmerksamkeit, wie noch nie zuvor für ein einzelnes Spiel. 71.000 Zuschauer sahen das Spiel zwischen den Cleveland Browns und den Philadelphia Eagles im eigentlich für nur 60.000 Personen ausgelegtem Stadion der Eagles. Die AAFC-Vertreter aus Cleveland besiegten die Eagles schließlich für viele Beobachter überraschend mit 35:10. Großen Anteil daran trug das starke Passspiel der Browns. Der Head Coach der Eagles Earle Neale warf den Browns daraufhin fehlende Härte vor, da sie das Laufspiel gegen die Eagles gescheut hätten. Im Rückspiel schlugen die Browns die Eagles jedoch erneut, diesmal ohne einen einzigen vollständigen Pass.
Für die Browns lief es in ihrer ersten Saison insgesamt sehr gut, qualifizierten sie sich mit zehn Siegen in zwölf Spielen für die Play-offs und gewannen letztlich sogar die Meisterschaft. Für die beiden anderen AAFC-Teams lief es dagegen nicht ganz so erfolgreich. Die 49ers konnten nur drei Siege erzielen und fanden sich in der unteren Tabellenhälfte wieder. Die Colts gewannen sogar nur ein einziges Spiel und lösten sich nach der Saison auf.

## Regular Season
Im Rahmen der Fusion wurden die bisherigen Divisionen umbenannt. Die Eastern Division wurde zur American Conference und wurde um die Cleveland Browns ergänzt. Die Cardinals tauschte mit den Yanks die Conference. Die Western Division wurde zur National Conference und wurde um die San Francisco 49ers und die Baltimore Colts erweitert.
| American Conference | American Conference | American Conference | American Conference | American Conference | American Conference | American Conference |
| Team                | S                   | N                   | SQ                  | P+                  | P−                  |                     |
| ------------------- | ------------------- | ------------------- | ------------------- | ------------------- | ------------------- | ------------------- |
| Cleveland Browns    | 10                  | 2                   | 0,833               | 310                 | 144                 |                     |
| New York Giants     | 10                  | 2                   | 0,833               | 268                 | 150                 |                     |
| Philadelphia Eagles | 6                   | 6                   | 0,500               | 254                 | 141                 |                     |
| Pittsburgh Steelers | 6                   | 6                   | 0,500               | 180                 | 195                 |                     |
| Chicago Cardinals   | 5                   | 7                   | 0,417               | 233                 | 287                 |                     |
| Washington Redskins | 3                   | 9                   | 0,250               | 232                 | 326                 |                     |

| National Conference | National Conference | National Conference | National Conference | National Conference | National Conference | National Conference |
| Team                | S                   | N                   | SQ                  | P+                  | P−                  |                     |
| ------------------- | ------------------- | ------------------- | ------------------- | ------------------- | ------------------- | ------------------- |
| Los Angeles Rams    | 9                   | 3                   | 0,750               | 466                 | 309                 |                     |
| Chicago Bears       | 9                   | 3                   | 0,750               | 279                 | 207                 |                     |
| New York Yanks      | 7                   | 5                   | 0,583               | 366                 | 367                 |                     |
| Detroit Lions       | 6                   | 6                   | 0,500               | 321                 | 285                 |                     |
| Green Bay Packers   | 3                   | 9                   | 0,250               | 244                 | 406                 |                     |
| San Francisco 49ers | 3                   | 9                   | 0,250               | 213                 | 300                 |                     |
| Baltimore Colts     | 1                   | 11                  | 0,083               | 213                 | 462                 |                     |

 Teilnahme Championship Game

## Play-offs
Aufgrund des gleichen Sieg-Niederlagen-Verhältnisses und fehlender Tie-Breaker-Regelungen musste für beide Conferences ein Play-off-Spiel zur Bestimmung des Championship-Game-Teilnehmers ausgetragen werden. Die Los Angeles Rams konnten sich dabei mit 24:14 gegen die Chicago Bears durchsetzen, während die Cleveland Browns mit 8:3 die New York Giants besiegten.

## NFL Championship Game
Das Championship Game fand am 24. Dezember 1950 im Cleveland Stadium in Cleveland, Ohio, statt.

## Besonderheiten
Die Los Angeles Rams wurden 1950 das erste Team der NFL, von dem alle Spiele im Fernsehen gezeigt wurden.
Quarterback Jim Hardy von den Chicago Cardinals stellte im Spiel gegen die Philadelphia Eagles den Rekord für die meisten Turnover in einem einzigen Spiel auf. In der 7:45-Niederlage warf er acht Interceptions und fumblete zwei Mal.